# Teodor Gyłybow
Teodor Christow Gyłybow (bułg. Теодор (Тодор) Христов Гълъбов; ur. 24 lutego 1870 w Stambule, zm. 4 marca 1935 w Sofii) – bułgarski stenograf, twórca teorii i metodologii bułgarskiej stenografii. Pod jego kierownictwem opracowano standardowy układ bułgarskiej klawiatury do maszyn do pisania (i w przyszłości komputerów). Wykładowca na Wydziale Historyczno-Filologicznym Uniwersytetu Sofijskiego.

## Życiorys
Urodził się 25 lutego 1870 roku w Stambule. Ukończył gimnazjum w Kałoferze w 1885 roku. Po ukończeniu studiów wyższych pracował jako stenograf. W latach 1899–1924 był kierownikiem biura stenograficznego i wydziału stenograficznego przy Zgromadzeniu Narodowym Bułgarii. Wykładał stenografię na Wolnym Uniwersytecie. Przewodniczący komisji egzaminacyjnej przy Ministerstwie Edukacji Publicznej, która przeprowadzała egzaminy dla nauczycieli ze stenografii. Z jego inicjatywy założono Bułgarski Instytut Stenograficzny, którego został mianowany dyrektorem. Przewodniczący bułgarskich stowarzyszeń stenograficznych „Gabelsberger” i „Byrzopis” (bułg. „Бързопис“). Członek honorowy Hiszpańskiej Federacji Stenograficznej od 1907 r., członek honorowy Międzynarodowego Towarzystwa Stenograficznego „Gabelsberger” . Od 13 marca 1923 do 1927 r. – docent stenografii na Wydziale Historyczno-Filologicznym Uniwersytetu Sofijskiego.
W latach 1893 i 1906–1907 Gyłybow był redaktorem i jednym z autorów czasopisma „Byrzopis”. W 1903 roku został jednym z twórców „Przewodnika po ogólnej bułgarskiej pisowni stenograficznej” (bułg. Упътване за общ български стенографски правопис), wydane przez Ministerstwo Edukacji i Nauki Bułgarii. W latach 1924–1926 był pracownikiem czasopisma „Dziennik Stenograficzny” (bułg. „Стенографско списание“). W 1933 roku współpracował z Biuletynem Bułgarskiego Instytutu Stenograficznego (bułg. Бюлетин на Българския стенографски институт).

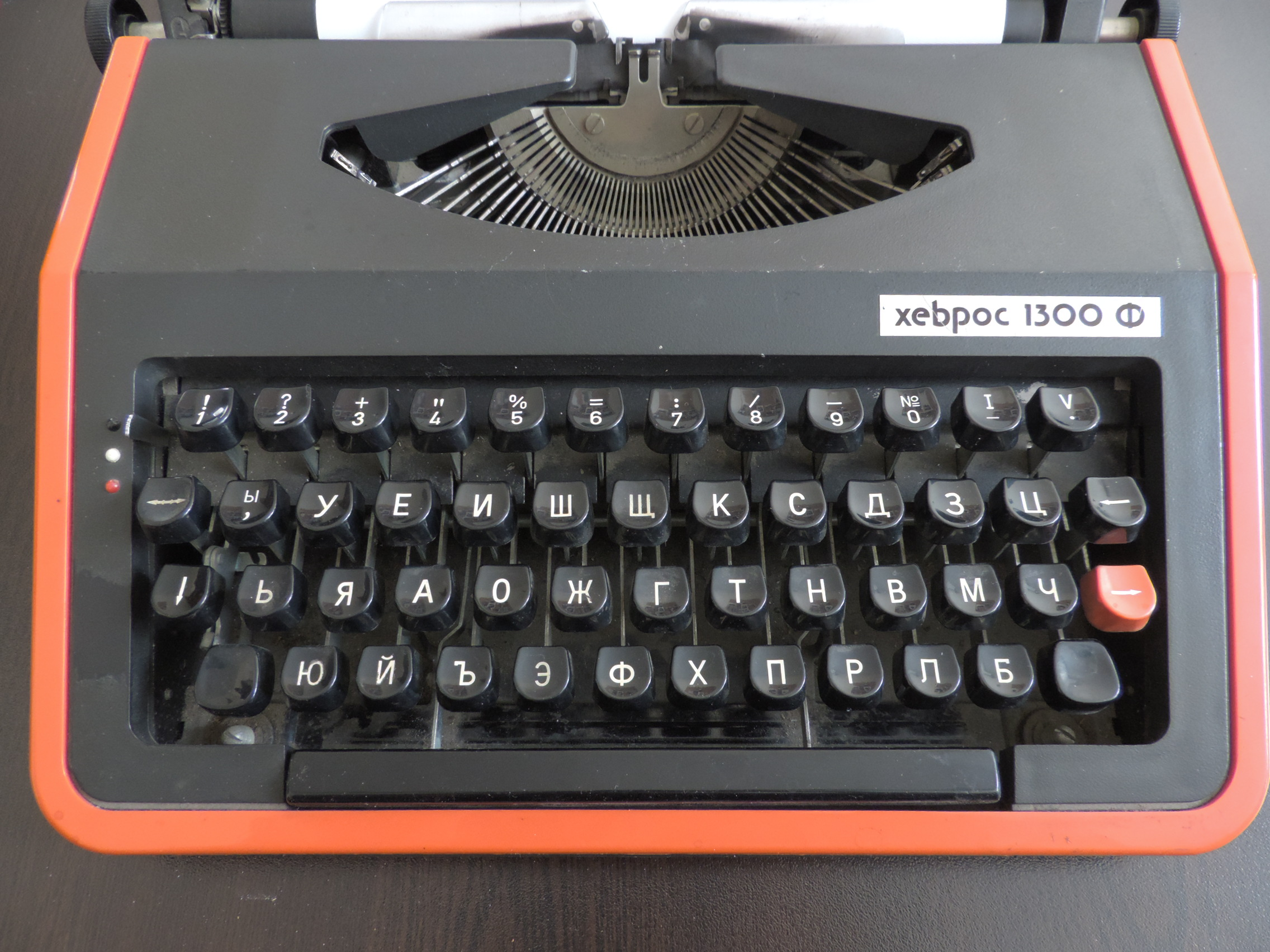
Bułgarska maszyna do pisania z układem klawiatury wynalezionym przez Teodora Gyłybowa

W październiku 1907 roku Teodor Gyłybow, jako szef Biura Stenograficznego, przeprowadził wraz z zespołem stenografów pierwsze badanie korpusowe języka bułgarskiego w celu stworzenia jednolitego układu klawiatury bułgarskiej. Na podstawie badania powstała broszura, będąca pierwszym dokumentalnym źródłem oficjalnie regulującym pisanie na maszynie w języku bułgarskim, a także pierwszym przewodnikiem po profesjonalnym pisaniu dziesięcioma palcami, którą opublikowano na początku 1908 roku. Układ klawiatury, który wówczas został stworzony, jest bardzo ergonomiczny, a jego skuteczność udowodniono w zawodach między operatorami klawiatury. Do dziś nie wprowadzono w nim znaczących zmian, a w 1978 roku układ ten został zatwierdzony jako Bułgarski Standard Państwowy.
Zmarł 4 marca 1935 roku w Sofii. W dniu 23 marca 2017 roku na jego cześć nazwano Grzbiet Gyłybowa (ang. Galabov Ridge) w Antarktydzie.